# Халльберг, Херман
Херман Халльберг (швед. Herman Hallberg; 22 мая 1997, Кальмар, Швеция) — шведский футболист, полузащитник клуба «Кальмар».

## Клубная карьера
Халльберг — воспитанник клуба «Кальмар» из своего родного города. 6 апреля 2016 года в матче против «Норрчёпинга» он дебютировал в Аллсвенскан лиге. 21 сентября в поединке против «Фалькенберга» Херман забил свой первый гол за «Кальмар».